# Salicàcies
Salicàcia (Salicaceae) és una família de plantes amb flor. El modern sistema filogenètic APG II considera que aquesta família té 57 gèneres que són més que els considerats el més tradicional Sistema Cronquist el qual només hi ubicava tres gèneres Salix, Populus i Chosenia.
La família tradicional (Salicaceae sensu stricto) incloïa els salzes, els àlbers, els àlbers i els cotoners. Els estudis genètics resumits pel Grup per a la filogènia de les angiospermes han ampliat molt la circumscripció de la família per contenir 56 gèneres i unes 1220 espècies, incloses les Scyphostegiaceae tropicals i moltes de les antigues Flacourtiaceae.